# 板橋 (札幌市)
板橋（いたばし）は、かつて北海道札幌市白石区東米里にて、開拓が試みられた地区を指す名称。

## 歴史
1945年（昭和20年）、東京都板橋区より10戸46人の戦災者や大陸引揚者が、拓北農兵隊の一員として札幌村（当時）を目指した。しかし函館市にたどり着いた彼らに対し、札幌村の助役が告げた言葉は「土地の余裕はありません。このまますぐに引き返してください」だった。すでに荷物を貨車で送っていた入植希望者たちは帰ることもできず、苗穂で9か月の仮住まいを送ることになった。
1946年（昭和21年）4月、彼らは札幌の中心部から雁来橋で豊平川を越えた先の南側、旧豊平川のほとりに入植先を得た。現地は一面のヨシ原で、入植者たちには1戸あたり2 - 3ヘクタール、南北に延びた長方形型の土地が割り当てられた。札幌村の斡旋により、軍隊が保管していた木材の払い下げを受けた彼らは、共同で大工を雇って家屋の建設に取り掛かった。飲料水の関係で家は北のはずれの旧豊平川近くに建てられ、隣家とは70 - 80メートルの間隔があけられていたが、どの家もヨシの草屋根と板張りの壁で造られており、その暮らしぶりは明治初年の開拓者にも劣っていた。
その後の農地の追加支給により、それぞれの土地は5 - 6ヘクタールまで拡大されたが、入植者たちは誰ひとり農業経験がなく、しかも毎年水害に苦しめられるので、成果は上がらずに借金が膨らむ一方であった。
1978年（昭和53年）、道央自動車道造成のため一帯の土地に買収の話が持ち上がる。さらに、1981年（昭和56年）の豪雨で発生した大水害は、高齢に差し掛かった開拓者の心を折るに足るものであった。また、この水害を機に札幌市が立ち上げた環状グリーンベルト構想の中で、東米里はゴミを埋め立てた後に公園緑地帯へと転用する対象となっていた。
度重なる水害と土地転用の動きは、板橋地区の離農を促した。1996年（平成8年）の時点で開拓者10戸のうち、東米里で農業を続けているのは1戸のみで、4戸は札幌の他地区へ転居し、残りは東京へと戻ったという。